# Paul Gerhardt (Generalleutnant)
Carl Emil Paul Gerhardt (* 20. April 1881 in Ruhrort; † 12. Oktober 1953 Berlin) war ein deutscher Offizier, im Königlich Preußischen Heer, der Reichswehr und Generalleutnant der Wehrmacht.

## Herkunft
Paul Gerhardt wurde 1881 in Ruhrort bei Duisburg geboren und stammte aus einer großen Familie. Seine Eltern, Geheimer Oberbaurat und Vortragender Rat im preußischen Ministerium der öffentlichen Arbeiten George Friedrich Paul Gerhardt (1847–1923) und Emilie Friederike Johanne Theodore, geb. Kind (1858–1942). Seine Mutter war die älteste Tochter von August Kind, Chef der Bauverwaltung der Reichspost.
Er hatte noch zwei jüngere Brüder, Hans (1889–1941), Dr. jur., Direktor der Saargruben AG, und Ulrich (1895–1918), Flieger-Leutnant, im Ersten Weltkrieg gefallen.
Aus der Ehe mit Mathilde (Tilly) Auguste Amalie, geb. von Nippold (1884–??) am 27. Mai 1910 in Jena, St. Nikolai-Kirche gingen drei Kinder hervor: Sohn Paul Heinz Alfred Wilhelm Reinhold (1911–??), Tochter Ursula (geboren 1912) und Sohn Wilfried (geboren 1919).

## Leben
Seinem Vater wurde ab 1877 als Baumeister die Leitung der Erweiterungsbauten des Kaiserhafens in Ruhrort übertragen. 1880 konnte er heiraten und hier wurde Paul Gerhardt 1881 geboren. Weitere Versetzungen seines Vaters führten über Berlin und ab 1886 nach Königsberg. Nachdem er hier seine Schulausbildung erhalten hatte, wandte er sich einer militärischen Ausbildung vom Kadetten zum Offizier in der Armee des Deutschen Kaiserreiches zu.

## Militärischer Werdegang
Beförderungen
- 1901 Leutnant
- 1910 Oberleutnant
- 1914 Hauptmann
- 1923 Major
- 1929 Oberstleutnant
- 1931 Oberst
- 1937 Generalmajor
- 1941 Generalleutnant

Vom 22. März 1901 bis 2. August 1914 diente Gerhardt als königlich preußischer Leutnant im 147. Infanterie-Regiment in Lyck in Ostpreußen. Am 6. Juni 1910 wurde Gerhardt zum Oberleutnant befördert.
Von 1914 bis 1918 war er im Kriegseinsatz an der Front und wurde am 8. Oktober 1914 wurde Gerhardt zum Hauptmann befördert. Vom 15. April 1919 bis 21. Juli 1919 kehrte er zum 147. Infanterie-Regiment nach Lyck zurück.

### Reichswehr (1919–1933)
Nach dem Ende des Ersten Weltkriegs wurde er in die Reichswehr übernommen. Vom 21. Juli 1919 bis zum 1. Oktober 1920 war er Kompaniechef im 39. Infanterie-Regiment (Reichswehr) – Freikorps Hindenburg. Anschließend wurde er als Kompaniechef im 2. Infanterie-Regiment eingesetzt. Am 1. April 1923 wurde Gerhardt zum Major befördert und diente bis 1928 als Stabsoffizier und Adjutant.
Von 1928 bis 1930 war er Kommandeur des III.(Jäger) Bataillon im 15. Infanterie-Regiment in Kassel und wurde am 1. Januar 1929 zum Oberstleutnant befördert.
Von April 1931 bis Oktober 1933 wurde Gerhardt Kommandeur des 7. Infanterie-Regiments in Schweidnitz, Provinz Schlesien. Am 1. Mai 1931 wurde Gerhardt zum Oberst befördert. 

### Wehrbereichs-Kommandeur (1933–1939)

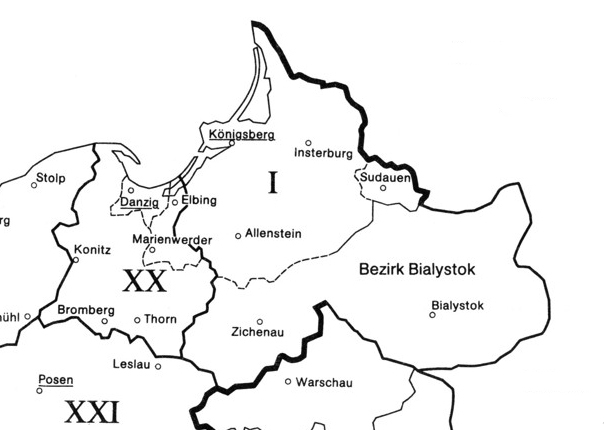
Karte des Wehrkreises I, 1943

Von 1933 bis 1936 war er Kommandeur des Wehrbezirkskommando (W. B. K.) in Eisenach; (Wehrkreis IX (Kassel); Wehrersatzbezirk Weimar).
Am 1. April 1935 wurde Gerhardt als Oberst (Ergänzungsoffizier) in die (Wehrmacht) übernommen und erhielt am 31. Mai 1935 den Charakter als Generalmajor.
Vom 1. August 1936 bis zum 1. November 1939 war er Kommandeur der Wehrersatz-Inspektion (W. E.) in Allenstein; (Wehrkreis I (Königsberg).
Am 1. Oktober 1937 wurde Gerhardt zum Generalmajor befördert.

### Zweiter Weltkrieg (1939–1945)
Vom 10. November 1939 bis zum 1. August 1940 war er Kommandeur der 311. Division auf dem Truppenübungsplatz Arys. Die Division wurde am 1. August 1940 auf den Truppenübungsplatz Grafenwöhr, Bayern verlegt und dort wieder aufgelöst.
Am 1. November 1939 wurde Gerhardt zum Generalleutnant (Charakter) in der Funktion ernannt.
Im August 1940 wurde er wieder Kommandeur der Wehrersatz-Inspektion (W. E.) in Allenstein; (Wehrkreis I (Königsberg)), zuständig für die Wehrbezirke Allenstein, Bischofsburg, Lötzen, Angerburg, Rastenburg und Bartenstein bis August 1941 und zuständig für die Wehrbezirke Allenstein, Lötzen und Zichenau ab August 1941. Am 1. Februar 1941 wurde Gerhardt zum Generalleutnant befördert.
Am 19. Januar 1945 wurde Gerhardt in die Führerreserve des Oberkommandos des Heeres (OKH) versetzt und wurde am 1. Februar 1945 verabschiedet. 
Nach dem Krieg kehrte er ohne Kriegsgefangenschaft nach Berlin zurück, wo er am 12. Oktober 1953 starb.

## Auszeichnungen
- Eisernes Kreuz (1914) I. Klasse
- Eisernes Kreuz (1914) II. Klasse
- Hamburgisches Hanseatenkreuz am 10. Dezember 1917
- Ritterkreuz des Preuss. Hausordens von Hohenzollern mit Schwertern am 30. September 1918
- Ehrenkreuz für Frontkämpfer
- Wehrmacht-Dienstauszeichnung IV.-I. Kl.
- Kriegsverdienstkreuz (1939), II. und I. Klasse mit Schwertern
  - II. Klasse am 30. September 1940
  - I. Klasse am 20. April 1942